# Auguste François Le Jolis
Auguste François Le Jolis (Cherbourg-Octeville, 1º  dicembre 1823 – Cherbourg-Octeville, 20 agosto 1904) è stato un botanico francese.
Egli è conosciuto prevalentemente per le indagini sulle cryptogamae (alghe, epatiche, muschi), che si trovano nel dipartimento di Manche. Nel mese di agosto 1852 è stato uno dei membri fondatori della Société Nationale des Sciences Naturelles et Mathématiques de Cherbourg.
Il genere alghe Lejolisia è stato chiamato in suo onore da Jolis da Jean-Baptiste Édouard Bornet (1828-1911).

## Opere principali
- Observations sur quelques plantes rares découvertes aux environs de Cherbourg, 1847.
- Lichens des environs de Cherbourg, 1859.
- Plantes vasculaires des environs de Cherbourg, 1860.
- Liste des algues marines de Cherbourg, 1863.
- De la rédaction des flores locales au point de vue de la géographie botanique, 1874.[2]